# Cuhon
Cuhon település Franciaországban, Vienne megyében. Lakosainak száma 389 fő (2022. január 1.). Cuhon Amberre, Chouppes, Craon, Massognes, Mazeuil, Vouzailles és Champigny en Rochereau községekkel határos.

## Népesség
A település népességének változása:
| Lakosok száma | 402  | 399  | 410  | 398  | 395  | 391  | 389  | 387  | 389  |
|               | 2013 | 2015 | 2016 | 2017 | 2018 | 2019 | 2020 | 2021 | 2022 |